# Liste der türkischen Botschafter in Irland
Der Botschafter leitet die Botschaft in Dublin.
| Ernennung Akkreditierung | Botschafter          | Bemerkung | Ministerpräsident der Türkei | Taoiseach          | Posten verlassen |
| ------------------------ | -------------------- | --- | ---------------------------- | ------------------ | ---------------- |
| 10. Dez. 1973            | Celal Akbay          | 9. Sep. 1960 – 23. Mai 1961: Botschafter in Ottawa, 1979–1981: Botschafter in Acra | Mehmet Naim Talu             | Liam Cosgrave      | 21. Juli 1978    |
| 25. Juli 1978            | Ahmet Asım Akyamaç   | 20. Sep. 1983 – 25. Dez. 1986: Botschafter in Mexiko-Stadt | Mustafa Bülent Ecevit        | Jack Lynch         | 10. Nov. 1980    |
| 11. Dez. 1980            | Gündoğdu Üstün       | 30. Sep. 1968 – 15. Jan. 1972: Botschafter in Belgrad, 26. Feb. 1972 – 30. Sep. 1976: Botschafter in Neu-Delhi | Bülent Ulusu                 | Charles J. Haughey | 11. März 1985    |
| 11. Nov. 1985            | Selçuk Nahit Toker   | 20. September 1978 – 30. September 1980: Generalkonsul in München | Turgut Özal                  | Charles J. Haughey | 1. Apr. 1988     |
| 29. März 1988            | Halil Dağ            | 16. Okt. 1996 – 1. Nov. 2000: Botschafter in Seoul | Turgut Özal                  | Charles J. Haughey | 15. Apr. 1993    |
| 15. Apr. 1993            | Taner Baytok         | (* 1936 in Istanbul) 1982–1986: Botschafter in Abu Dhabi, 1986 – 1987: Botschafter in Kopenhagen, 1993–1995: Botschafter in Dublin, | Tansu Çiller                 | Albert Reynolds    | 30. Sep. 1995    |
| 4. Okt. 1995             | Nazif Murat Ersavcı  | (* 16. Juni 1946) 1969: Studium der Politikwissenschaft an der Universität Ankara, 1979: NATO Defense College, 1993–1995: Öffentlichkeitsarbeit, 1995–1998: Botschafter in Dublin, 2006–2009: Botschafter in Canberra, 1998–2001: Botschafter im Sultanat Oman, 2009–2011: Botschafter in Brüssel, Juni 2011: Versetzung in den Ruhestand. | Tansu Çiller                 | John Bruton        | 29. Nov. 1998    |
| 1. Dez. 1998             | Sabir Günaltay Şibay | | Mesut Yılmaz                 | Bertie Ahern       | 27. Dez. 2002    |
| 13. Jan. 2003            | Berki Dibek          | (* 8. Mai 1951 in Istanbul) Abitur in Izmir, 1975: Studium der Politikwissenschaft an der Universität Ankara, 1977 Eintritt in den auswärtigen Dienst, in der Protokollabteilung beschäftigt, 2003–2007: Botschafter in Dublin, 1. Dezember 2009 – 12. Dezember 2013: Botschafter in Kopenhagen. | Recep Tayyip Erdoğan         | Bertie Ahern       | 8. Jan. 2007     |
| 15. Jan. 2007            | Turan Moralı         | | Recep Tayyip Erdoğan         | Bertie Ahern       | 31. Aug. 2008    |
| 1. Apr. 2009             | Ahmet Altay Cengizer | | Recep Tayyip Erdoğan         | Brian Cowen        | 11. Feb. 2013    |
| 14. Feb. 2013            | Necip Egüz           | (* 25. September 1951 in Ankara) Studium: Wirtschafts- und Verwaltungswissenschaft an der Technischen Universität des Nahen Ostens 15. April 1977 – 31. Juli 1978: Türkische Streitkräfte, 31. Oktober 1978 – 29. September 1980: Gesandtschaftssekretär dritter Klasse in der Abteilung SKYD, Zypern Griechenland, 29. September 1980 – 31. August 1983: Konsul in Brüssel, 31. August 1983 – 1. Oktober 1985: Gesandtschaftssekretär erster Klasse in Addis Abeba, 1. Oktober 1985 – 28. September 1987: Gesandtschaftssekretär erster Klasse im Büro des Präsidenten, 28. September 1987 – 2. September 1991: Gesandtschaftsrat in Washington, D.C., 2.–September 1991 – 1. September 1993: Leiter der Abteilung OAKY-I Golf-Staaten Islamische Staaten, 1. September 1993 – 15. September 1997: Gesandtschaftsrat erster Klasse bei der Mission beim Büro der Vereinten Nationen in Genf, 15. September 1997 – 3. November 1997: Leiter der Personalabteilung (PERD), 3. November 1997 – 1. September 2000: Leiter der Abteilung EU und Menschenrechte (AKGY), 1. September 2000 – Dezember 2000: Leiter der Abteilung Nordostmittelmeer (KDGY-I), 1. Dezember 2000 – 19. November 2004: Leiter der Abteilung Mittelmeer (KDGY), 19. November 2004 – 15. Oktober 2009: Botschafter in Stockholm, 15. Oktober 2009 – 1. Dezember 2009: Ministerialdirigent der Abteilung Verwaltung und Haushalt (MİDY), 1. Dezember 2009 – 15. Februar 2013: Ministerialdirigent der Abteilung Luft- und Seefahrt und Bilaterale Verträge, Seit 15. Februar 2013: Botschafter in Dublin. | Recep Tayyip Erdoğan         | Enda Kenny         |                  |